# 134088 Brettperkins
134088 Brettperkins este o planetă minoră (asteroid), cu un diametru de 5,236 km, din centura de asteroizi. A fost descoperită pe 9 decembrie 2004 la Catalina Station⁠(d) de Catalina Sky Survey. 
Obiectul prezintă o orbită caracterizată de o semiaxă mare de 2,9248061351681 UAi, o excentricitate de 0,26, o înclinație de 7,6 ° în raport cu ecliptica.